# Resonate
Resonate je třetí album křesťanské rockové skupiny Sonicflood. Bylo vydáno v roce 2001.

## Skladby
1. "Lord of the Dance"
2. "You Are the Holy One"
3. "Resonate"
4. "I Lift My Eyes Up"
5. "Fuel"
6. "Write Your Name on My Heart"
7. "Dear Lord"
8. "Your Love"
9. "Holy and Anointed One"
10. "Lord Over All"
11. "In Your Hands"